# Перелески (Львовская область)
Перелески (укр. Переліски) — село в Бродовской городской общине Золочевского района Львовской области Украины.
Население по переписи 2001 года составляло 212 человек. Занимает площадь 0,8 км². Почтовый индекс — 80644. Телефонный код — 3266.

## История
В сентябре 1916 в селе Перелески находился штаб 197 пехотного Лесного полка. 17 сентября 1916, в районе Перелисок, полк провел наступление, выбив противника с позиций и взяв большое количество пленных и трофеев. 18-го сентября австрийские войска, подтянув резервы, провели контрнаступление, вернув позиции. Полк понес большие потери, в особенности 1-й батальон

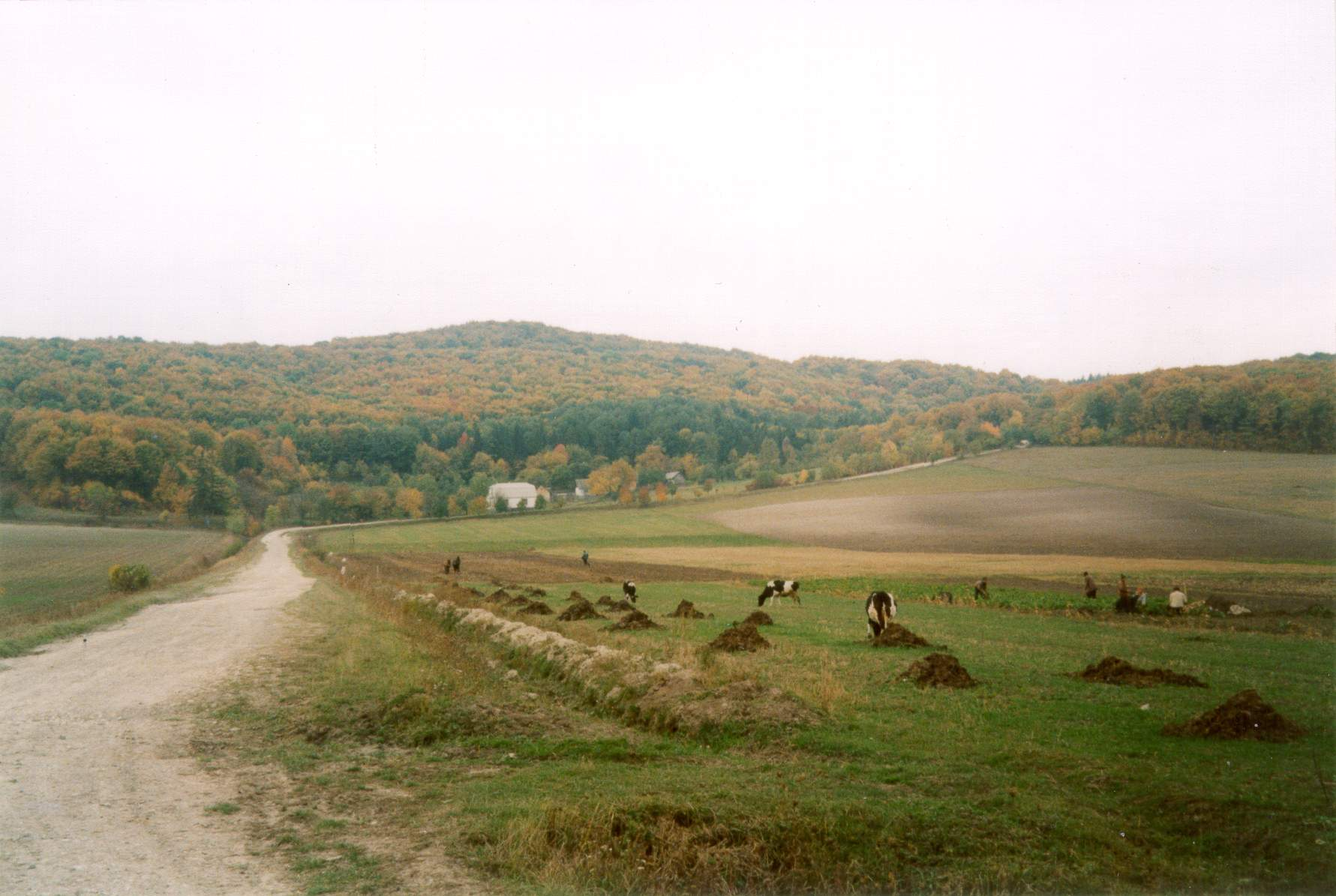
Дорога на Перелески